# São Joaquim do Monte
São Joaquim do Monte là một đô thị thuộc bang Pernambuco, Brasil. Đô thị này có diện tích 230,68 km², dân số năm 2007 là 20008 người, mật độ 86,73 người/km².